# Grotella soror
Grotella soror är en fjärilsart som beskrevs av Barnes och Mcdunnough 1912. Grotella soror ingår i släktet Grotella och familjen nattflyn. Inga underarter finns listade i Catalogue of Life.